# Soragna
Soragna (emilián nyelven Suràgna) település Olaszországban, Emilia-Romagna régióban, Parma megyében. Lakosainak száma 4736 fő (2023. január 1.). Soragna Busseto, Fidenza, Fontanellato, Roccabianca, San Secondo Parmense és Polesine Zibello községekkel határos.

## Népesség
A település lakossága az elmúlt években az alábbi módon változott:
| Lakosok száma | 4836 | 4840 | 4736 |
|               | 2017 | 2018 | 2023 |